# Гросс (Небраска)
Гросс (англ. Gross) — деревня в округе Бойд, штат Небраска, США. По переписи населения 2010 года население деревни составляло два человека. Гросс известен как один из самых маленьких населённых пунктов США, наряду с Монови — деревней в население один человек, расположенной в том же округе Небраски.
В ноябре 2018 года деревня стала предметом репортажа на CNN, когда на День благодарения двое жителей устроили семейное воссоединение, в результате чего население деревни ненадолго увеличилось до 20 человек.

## История
Деревня была основана в 1893 году Беном Гроссом (англ. Ben Gross), который вместе с женой открыл здесь универсальный магазин. К 1904 году в Гросс открылись предприятия и фабрики (фабрика по производству коробок и сырная фабрика), население составляло 400—600 жителей. В деревне были открыты методистская епископальная церковь, Церковь Христа (англ. Church of Christ) и Христианская церковь (англ. Christian Church).
Упадок начался после того, как железная дорога обошла деревню. Кроме того, в поселении случилось два пожара: в 1909 году сильный пожар уничтожил множество предприятий и домов на северной стороне главной улицы, а десять лет спустя другой пожар превратил в пепел южную сторону улицы. 
Джеральд Лукота (англ. Jerald Loukota), управлявший ремонтной мастерской и гаражом, открыл бар в 1957 году, который позднее получил название The Nebrask Inn. На данный момент единственные жители деревни — семейная пара Майк и Мэри Финнеган (англ. Mike and Mary Finnegan). С 1985 года пара держит ресторан The Nebrask Inn, открытый Лукотой.